# Regina Safarowna Rachimowa
Regina Safarowna Rachimowa (russisch Регина Зафаровна Рахимова, englisch Regina Rakhimova; * 22. September 1989 in Tschussowoi, Russische SFSR, Sowjetunion) ist eine ehemalige russische Freestyle-Skierin. Sie startete in den Buckelpisten-Disziplinen Moguls und Dual Moguls.

## Werdegang
Rachimowa nahm von 2006 bis 2009 vorwiegend am Europacup teil. Dabei holte sie im Februar 2007 in Krasnoe Ozero mit dem dritten Platz im Dual-Moguls ihre einzige Podestplatzierung. Im Weltcup debütierte sie am 24. Januar 2009 in Mont Gabriel und belegte dabei den 23. Platz im Moguls-Wettbewerb. Fünf Tage später kam sie im Deer Valley mit dem zehnten Rang im Moguls erstmals unter die ersten Zehn. Bei den Weltmeisterschaften 2009 in Inawashiro errang sie den 20. Platz im Dual-Moguls und den zehnten Platz im Moguls. Im folgenden Jahr wurde sie bei ihrer ersten Olympiateilnahme in Vancouver Neunte im Moguls-Wettbewerb.
In der Saison 2010/11 kam Rachimowa bei neun Weltcupteilnahmen sechsmal unter die ersten Zehn. Dabei war der vierte Platz im Dual Moguls in Åre ihr bestes Resultat. Beim Saisonhöhepunkt, den Weltmeisterschaften 2011 in Deer Valley, belegte sie den zehnten Platz im Dual-Moguls und den siebten Platz im Moguls. Die Saison beendete sie auf dem 11. Platz in der Moguls-Disziplinenwertung. In der folgenden Weltcupsaison 2011/12 kam sie fünfmal unter die ersten Zehn und erreichte den 12. Platz der Moguls-Disziplinenwertung. In der Saison 2012/13 war der siebte Rang in Calgary ihre beste Weltcup-Platzierung. Bei den Weltmeisterschaften 2013 in Voss belegte sie den 19. Platz im Moguls und den zehnten Platz im Dual-Moguls.
Rachimowa erreichte in der Weltcupsaison 2013/14 drei Top-Zehn-Resultate. Bei den Olympischen Winterspielen 2014 in Sotschi wurde sie Achte im Moguls-Wettbewerb. Nach vier Platzierungen außerhalb der Top Zehn zu Beginn der Saison 2014/15 errang sie bei den Weltmeisterschaften 2015 am Kreischberg den siebten Platz im Dual Moguls und den sechsten Platz im Moguls-Wettbewerb. Ihr bestes Saisonergebnis im Weltcup waren zwei neunte Plätze. Zu Beginn der Saison 2015/16 erreichte sie in Ruka mit dem zweiten Platz im Dual Moguls ihre erste Weltcup-Podestplatzierung. Im weiteren Saisonverlauf kam sie im Weltcup dreimal unter die ersten Zehn und belegte zum Saisonende den zehnten Platz im Moguls-Weltcup.
In der folgenden Saison 2016/17 kam Rachimowa bei zehn Weltcupstarts fünfmal unter den ersten Zehn und erreichte zum Saisonende den zehnten Platz im Moguls-Weltcup. Bei den Weltmeisterschaften 2017 in der Sierra Nevada belegte sie den 15. Platz im Dual Moguls sowie den sechsten Platz im Moguls-Wettbewerb und bei den Olympischen Winterspielen 2018 in Pyeongchang den zehnten Platz im Moguls.
Rachimowa nahm an 87 Weltcuprennen teil und kam dabei 34-mal unter die ersten Zehn. Sie wurde russische Meisterin im Dual Moguls (2011, 2012, 2014 und 2015) und im Moguls (2011, 2015, 2017).

## Erfolge

### Olympische Spiele
- Vancouver 2010: 9. Moguls
- Sotschi 2014: 8. Moguls
- Pyeongchang 2018: 10. Moguls

### Weltmeisterschaften
- Inawashiro 2009: 10. Moguls, 20. Dual Moguls
- Deer Valley 2011: 7. Moguls, 10. Dual Moguls
- Voss 2013: 10. Dual Moguls, 19. Moguls
- Kreischberg 2015: 6. Moguls, 7. Dual Moguls
- Sierra Nevada 2017: 6. Moguls, 15. Dual Moguls

### Weltcup
Rachimowa errang im Weltcup einen Podestplatz.
Weltcupwertungen:
| Saison  | Gesamt | Gesamt | Moguls | Moguls |
| Saison  | Platz  | Punkte | Platz  | Punkte |
| ------- | ------ | ------ | ------ | ------ |
| 2008/09 | 84.    | 9      | 22.    | 80     |
| 2009/10 | 49.    | 16     | 18.    | 176    |
| 2010/11 | 34.    | 26     | 11.    | 282    |
| 2011/12 | 41.    | 22     | 12.    | 282    |
| 2012/13 | 99.    | 12     | 19.    | 147    |
| 2013/14 | 77.    | 16     | 15.    | 173    |
| 2014/15 | 53.    | 19.    | 14.    | 171    |
| 2015/16 | 38.    | 32,63  | 10.    | 261    |
| 2016/17 | 53.    | 23,91  | 10.    | 263    |
| 2017/18 | 88.    | 15.    | 15.    | 150    |

### Juniorenweltmeisterschaften
- Krasnoe Ozero 2006: 10. Moguls, 21. Dual Moguls
- Airolo 2007: 9. Moguls, 11. Dual Moguls

### Weitere Erfolge
- 7 russische Meistertitel: Moguls 2011, 2015 und 2017; Dual Moguls 2011, 2012, 2014 und 2015
- 1 Podestplatz im Europacup
- 1 Podestplatz im Australian New Zealand Cup